# Miss Rio Grande do Norte 2009
Miss Rio Grande do Norte 2009 foi a 53ª edição do tradicional concurso de beleza feminina do Estado, válido para o certame nacional de Miss Brasil 2009, único caminho para o Miss Universo. O concurso contou com a participação de dezoito (18) candidatas em busca do título que pertencia à gaúcha residente em Natal
```
- porém representante de 
Timbau
 - 
Andressa Mello
, vencedora do título no 
ano passado
.  O concurso se realizou no dia 11 de Março 
[
1
]
 na capital do Estado e teve como vitoriosa a 
Miss São Gonçalo do Amarante
, 
Larissa Costa
. 
[
2
]
```

## Resultados

### Colocações
| Posição                 | Município e Candidata |
| Vencedora               | - São Gonçalo do Amarante - Larissa Costa                                                                                                 |
| 2º. Lugar               | - Natal - Kelly Alinne Fonsêca |
| 3º. Lugar               | - Jardim de Piranhas - Lariza Lima |
| 4º. Lugar               | - Tibau - Catharina Amorim |
| 5º Lugar                | - Caraúbas - Ludmilla Amorim |
| (TOP 10) Semifinalistas | - Assu - Aline Melo - Baraúna - Jamilla Medeiros - Currais Novos - Giulliana Monte - Mossoró - Jéssica Lobato - Tibau do Sul - Jomas Dias |

### Prêmios Especiais
- Os prêmios distribuídos pelo concurso neste ano:

| Prêmio               | Município e Candidata              |
| Miss Simpatia        | - Jardim de Piranhas - Lariza Lima |
| Prêmio Marta Jussara | - Natal - Kelly Fonsêca            |

## Jurados

### Final
Ajudaram a escolher a vitoriosa: 
| 1. Simone Silva, jornalista; 2. Hilneth Corrêia, jornalista; 3. Priscila Gimenez, advogada; 4. Natálya Anderle, Miss Brasil 2008. 5. Djalma Corrêia, jornalista da Band Natal; 6. Jota Oliveira, colunista social; 7. Liege Barbalho, jornalista; | 1. Valéria Gurgel, empresária; 2. Nádia Micherif, consultora de etiqueta; 3. Lucila Figueiredo, gerente do hotel InterCity; 4. Kaline Freire, Miss Rio Grande do Norte 2007; 5. Dóris Lisboa, estilista da Estrela Viva; 6. Di Carlo, artesão, carnavalesco; |  |

## Candidatas
Disputaram o título este ano:
| - Angicos - Raíssa Falcão - Assu - Aline Melo - Baraúna - Jamilla Medeiros - Caicó - Larissa Layer - Caraúbas - Ludmilla Amorim - Ceará-Mirim - Áure Shayanny Barbosa | - Currais Novos - Giulliana Monte - Jardim de Piranhas - Lariza Lima - Lajes - Jéssica Lore - Macaíba - Aline Cortês - Mossoró - Jéssica Lobato - Natal - Kelly Alinne Fonsêca | - Nova Cruz - Bárbara Nóbrega - Rafael Fernandes - Fernanda Bertoluzzi - São Gonçalo do Amarante - Larissa Costa - São Miguel - Dilsilene Dourado - Tibau - Catharina Amorim - Tibau do Sul - Jomas Dias |